# Santiago Vaca Narvaja
Santiago Vaca Narvaja (Unquillo, Córdoba; 19 de octubre de 1998) es un actor argentino reconocido por su papel como Daniel Maspons en La sociedad de la nieve (2023).

## Biografía
Santiago Vaca Narvaja nació el 19 de octubre de 1998 en Unquillo, Córdoba. Proviene de una familia de artistas: su padre es escritor y editor de libros, mientras que su madre es artista plástica y docente. Tiene un hermano. Su incursión en la pantalla comenzó con el taller de cine del colegio Nuevo Milenio de Unquillo.

## Trayectoria
En 2016, participó en el departamento de sonido de la miniserie web El Cactus, bajo la dirección de Cristian Salas. Dos años más tarde, asumió el papel de Segismundo en el cortometraje La Vida es Sueño, también dirigido por Salas. En 2019, participó como Agustín Tosco en la obra teatral El Gringo; el musical de Tosco, dirigida por Hernán Espinosa. Además, ese mismo año, desempeñó funciones como segundo asistente de dirección y cámara, y asumió el papel de Giacomo en el largometraje Sangre de Fierro. En 2021, participó en la producción del videoclip de stop motion Encierro, tuvo una aparición como extra en la serie El Reino', y encarnó el personaje de Rodrigo en el largometraje Ciudad Universitaria. Dos años después, en 2022, protagonizó los cortometrajes Café Bar y Tres jóvenes, un niño y una vaca. También tuvo un papel como Thiago en el largometraje Los hijos de los hijos. Su último proyecto fue en 2023, cuando interpretó el papel de Daniel Maspons en La sociedad de la nieve.

## Filmografía
Cortometrajes
| Año  | Título                           | Papel                                                                 | Notas                 |
| ---- | -------------------------------- | --------------------------------------------------------------------- | --------------------- |
| 2016 | El cactus                        | Sonidista                                                             | Miniserie web         |
| 2018 | La vida es sueño                 | Segismundo                                                            | Cortometraje          |
| 2019 | Sangre de fierro                 | Segundo asistente de dirección y cámara, y asumió el papel de Giacomo | Largometraje          |
| 2021 | Encierro                         | Producción del video                                                  | Videoclip stop motion |
| 2021 | Ciudad universitaria             | Rodrigo                                                               | Largometraje          |
| 2022 | Café bar                         |                                                                       | Cortometraje          |
| 2022 | Tres jóvenes, un niño y una vaca |                                                                       | Cortometraje          |
| 2022 | Los hijos de los hijos           | Thiago                                                                | Largometraje          |

Teatro
| Año  | Título                         | Papel                       | Director        |
| ---- | ------------------------------ | --------------------------- | --------------- |
| 2019 | El Gringo; el musical de Tosco | Agustin Tosco (adolescente) | Hernán Espinosa |

Cine
| Año  | Título                  | Papel          | Director        |
| ---- | ----------------------- | -------------- | --------------- |
| 2021 | El reino                | Extra          | Marcelo Piñeyro |
| 2023 | La sociedad de la nieve | Daniel Maspons | J. A. Bayona    |